# Schismatoclada homollei
Schismatoclada homollei là một loài thực vật có hoa trong họ Thiến thảo. Loài này được Boiteau miêu tả khoa học đầu tiên năm 1942.